# Adult Material
Adult Material é uma série de televisão dramática britânica escrita por Lucy Kirkwood e dirigida por Dawn Shadforth. É estrelada por Hayley Squires e foi ao ar pela primeira vez no Channel 4 em 5 de outubro de 2020.

## Enredo
A série investiga a indústria pornográfica na Grã-Bretanha  a partir da perspectiva de uma mulher que trabalhou nisso durante toda a sua vida adulta.

## Elenco
| Personagem      | Ator/atriz      |
| --------------- | --------------- |
| Jolene Dollar   | Hayley Squires  |
| Rich            | Joe Dempsie     |
| Amy             | Siena Kelly     |
| Stella Maitland | Kerry Godliman  |
| Abby            | Mandeep Dhillon |
| Tom Pain        | Julian Ovenden  |
| Carroll Quinn   | Rupert Everett  |
| Phoebe          | Alex Jarrett    |
| Dave            | Phil Daniels    |
| Sabelle         | Timmika Ramsay  |

## Recepção
A série recebeu críticas positivas e detém 92% da pontuação do Rotten Tomatoes, Lucy Mangan do The Guardian deu 4 estrelas chamando-a de "Drama perfeito" , enquanto James Walton do The Spectator a chamou de "Engraçada, delicada e apropriadamente horrível"." O programa recebeu quatro indicações ao BAFTA, incluindo Melhor Minissérie e Melhor Atriz para Hayley Squires. Ela também foi indicada ao Emmy Internacional de melhor atriz por seu papel.

## Prêmios e indicações
| Ano  | Prêmio                  | Categoria                | Indicado       | Resultado | Ref   |
| ---- | ----------------------- | ------------------------ | -------------- | --------- | ----- |
| 2021 | Emmy Internacional 2021 | Melhor Atriz             | Hayley Squires | Venceu    | [ 6 ] |
| 2021 | BAFTA TV Awards         | Melhor Minissérie        | Adult Material | Indicado  |       |
| 2021 | BAFTA TV Awards         | Melhor Atriz             | Hayley Squires | Indicado  |       |
| 2021 | BAFTA TV Awards         | Melhor Ator Coadjuvante  | Rupert Everett | Indicado  |       |
| 2021 | BAFTA TV Awards         | Melhor Atriz Coadjuvante | Siena Kelly    | Indicado  |       |